# Himalanchonus
Himalanchonus – rodzaj chrząszczy z rodziny ryjkowcowatych i podrodziny Molytinae.
Rodzaj ten wprowadzony został w 1987 roku przez Władimira W. Żerichina, który gatunkiem typowym wyznaczył Himalanchonus thoracicus.
Ryjkowce o nieco spłaszczonym ciele, wyposażonym w rzadkie, grube szczecinki. Ponad pięciokrotnie dłuższy niż szeroki ryjek jest nieco tylko u wierzchołka rozszerzony, a w widoku bocznym ku szczytowi zwężony i delikatnie zakrzywiony. Czułki osadzone są na ryjku przedwierzchołkowo, a ich funiculus jest krótszy od trzonka i ma bardzo długi, stożkowaty pierwszy człon. Pokrywy jajowate, najszersze za środkiem, prawie płaskie. Rzędy pokryw punktowane, a międzyrzedy wąskie. Przedpiersie jest na przodzie głęboko wcięte. Śródpiersie niezbyt krótkie, z wąskim, prawie poziomym wyrostkiem międzybiodrowym. Przednie biodra są styczne, środkowe bardzo wąsko, a tylne szeroko odseparowane. U samca szew między dwoma pierwszymi wentrytami odwłoka słabo widoczny. Odnóża o udach sięgających prawie końca odwłoka, dość krótkich goleniach i wąskich stopach o rozszerzonych, ale nie podzielonych płatkowato członach trzecich. Pazurki długie, smukłe i prosto zbudowane.
Należące tu chrząszcze znane są tylko z Nepalu.
Dotychczas opisano 2 gatunki:
- Himalanchonus erirrhinoides Zherichin, 1987
- Himalanchonus thoracicus Zherichin, 1987